# Belfast Child
Belfast Child (engl. für Belfaster Kind), auch Ballad of the Streets, ist ein Lied der schottischen Rockband Simple Minds aus dem Jahr 1989, dessen Text von den Simple Minds zur Musik eines irischen Folksongs geschrieben wurde. Er handelt vom Nordirlandkonflikt.

## Hintergrund
Das Lied basiert auf der Musik des irischen Folksongs She Moved Through the Fair, benutzt aber bis auf die erste Textzeile „(When) my love said to me“ einen vollkommen neuen Text. Anders als zum Beispiel Sunday Bloody Sunday von U2 bezieht sich Belfast Child nicht auf ein besonderes Ereignis. Es ist mehr eine atmosphärische Beschreibung des Zustands der Stadt Belfast. Irische Anklänge finden sich auch in der Verwendung der für die irische Volksmusik so typischen Flöte in den Zwischenspielen und dem vom irischen Schlaginstrument Bodhran gespielten Trommelrhythmus, der dem langen Instrumentalteil in der Mitte zu Grunde liegt.

## Daten
Belfast Child wurde am 6. Februar 1989 veröffentlicht und stammt vom Album Street Fighting Years aus demselben Jahr und erreichte in den UK-Charts, in Irland und den Niederlanden Platz eins. Mit 6:39 Minuten Länge ist es der fünftlängste Nummer-eins-Hit in den UK-Charts nach Meat Loafs I’d Do Anything for Love (12 Min.), Oasis’ All Around the World (9:38 Min.), The Beatles’ Hey Jude (7:11 Min.) und USA for Africas We Are the World (7:02 Min.).
Die Single ist auch als Ballad of the Streets EP mit der B-Seite Mandela Day, die am 11. Juni 1988 während des Nelson Mandela 70th Birthday Tribute Concerts uraufgeführt wurde, bekannt.

In den deutschen Charts war die Single vom 13. März 1989 bis zum 16. Juli 1989 insgesamt 18 Wochen lang, mit der besten Platzierung Platz drei für drei Wochen.
Bei den Aufnahmen von Belfast Child und des Albums Street Fighting Years wirkte die amerikanische Geigerin Lisa Germano mit.
Ausschnitte des Songs wurden bis 2010 in Radio- und Fernsehwerbung der Biermarke Krombacher eingesetzt.
2014 wurde eine Version von Sydney Wayser für den Trailer des Films Exodus: Götter und Könige verwendet.

## Musikvideo
Das Video ist in Schwarz-Weiß aufgenommen und zeigt in wechselnden Sequenzen die einzelnen Interpreten sowie prägnantes Bildmaterial von laufenden, springenden Kindern, Arbeitern und Impressionen aus Belfast.